# Edia coolidgei
Edia coolidgei är en fjärilsart som beskrevs av Dyar 1921. Edia coolidgei ingår i släktet Edia och familjen Crambidae. Inga underarter finns listade i Catalogue of Life.